# Llista de Primers Ministres de l'Illa del Príncep Eduard
Aquesta és la llista de primer ministres de l' 
Illa del Príncep Eduard des que el càrrec fou creat el 1851 quan la província era una colònia britànica. El 1873, l'illa esdevingué província del Canadà.

## Colònia de l'illa del Príncep Eduard
|  | Nom                    | Partit       | Term       |
|  | George Coles           | Liberal      | 1851-1854  |
|  | John Holl              | Conservative | 1854-1855  |
|  | George Coles           | Liberal      | 1855-1859  |
|  | Edward Palmer          | Conservative | 1859-1863  |
|  | John Hamilton Gray     | Conservative | 1863-1865  |
|  | James Colledge Pope    | Conservative | 1865-1867  |
|  | George Coles           | Liberal      | 1867-1869  |
|  | Joseph Hensley         | Liberal      | 1869       |
|  | Robert Poore Haythorne | Liberal      | 1869-1870  |
|  | James Colledge Pope    | coalition    | 1870- 1872 |
|  | Robert Poore Haythorne | Liberal      | 1872-1873  |

## Província de l'Illa de Príncep Eduard
|  | Nom                       | Partit                   | Term         |
|  | James Colledge Pope       | Conservative             | 1873         |
|  | Lemuel Cambridge Owen     | Conservative             | 1873-1876    |
|  | Louis Henry Davies        | coalition                | 1876-1879    |
|  | William Wilfred Sullivan  | Conservative             | 1879-1889    |
|  | Neil McLeod               | Conservative             | 1889-1891    |
|  | Frederick Peters          | Liberal                  | 1891-1897    |
|  | Alexander B. Warburton    | Liberal                  | 1897-1898    |
|  | Donald Farquharson        | Liberal                  | 1898-1901    |
|  | Arthur Peters             | Liberal                  | 1901-1908    |
|  | Francis Longworth Haszard | Liberal                  | 1908-1911    |
|  | H. James Palmer           | Liberal                  | 1911         |
|  | John A. Mathieson         | Conservative             | 1911-1917    |
|  | Aubin E. Arsenault        | Conservative             | 1917-1919    |
|  | John Howatt Bell          | Liberal                  | 1919-1923    |
|  | James D. Stewart          | Conservative             | 1923-1927    |
|  | Albert C. Saunders        | Liberal                  | 1927-1930    |
|  | Walter M. Lea             | Liberal                  | 1930-1931    |
|  | James D. Stewart          | Conservative             | 1931-1933    |
|  | William J. P. MacMillan   | Conservative             | 1933-1935    |
|  | Walter M. Lea             | Liberal                  | 1935-1936    |
|  | Thane A. Campbell         | Liberal                  | 1936-1943    |
|  | J. Walter Jones           | Liberal                  | 1943-1953    |
|  | Alex W. Matheson          | Liberal                  | 1953-1959    |
|  | Walter R. Shaw            | Progressive Conservative | 1959-1966    |
|  | Alexander B. Campbell     | Liberal                  | 1966-1978    |
|  | Bennett Campbell          | Liberal                  | 1978-1979    |
|  | Angus MacLean             | Progressive Conservative | 1979-1981    |
|  | James Lee                 | Progressive Conservative | 1981-1986    |
|  | Joe Ghiz                  | Liberal                  | 1986-1993    |
|  | Catherine Callbeck        | Liberal                  | 1993-1996    |
|  | Keith Milligan            | Liberal                  | 1996         |
|  | Pat Binns                 | Progressive Conservative | 1996-present |